# Amore tra le rovine
Amore tra le rovine (Love Among the Ruins) è un film per la TV del 1975 diretto da George Cukor.
Il film rappresenta il debutto in televisione di Cukor a 76 anni.

## Trama
Una donna anziana, attrice di professione, viene denunciata dal fidanzato più giovane perché rinuncia a sposarlo. Ella si rivolgerà ad un avvocato per difendersi dalle accuse; il fato vuole che quest'ultimo anni prima fosse invaghito di lei: il lungo tempo trascorso da quell'innamoramento non è stato sufficiente a spegnere la fiamma dell'amore.

## Edizione italiana
Il doppiaggio italiano fu diretto da Roberto Bertea per conto della CVD su dialoghi di Maria Basaglia.

## Riconoscimenti
Amore tra le rovine vinse i seguenti premi all'edizione del 1975 degli Emmy: 
- Outstanding Special – Drama or Comedy;
- Outstanding Lead Actor in a Special Program – Drama or Comedy (Laurence Olivier);
- Outstanding Lead Actress in a Special Program – Drama or Comedy (Katherine Hepburn);
- Outstanding Directing in a Special Program – Drama or Comedy (George Cukor);
- Outstanding Writing in a Special Program – Drama or Comedy – Original Teleplay (James Costigan).